# アメリゴ・ホフマン
アメリゴ・ホフマン（Amerigo Hofmann、1875年 - 1945年）は、オーストリア、イタリアの行政官、林学者。20世紀初頭に日本の東京大学に招聘され5年間滞在。森林理水や砂防、治山工学を中心とした森林土木の分野で足跡を残した。現在でも愛知県瀬戸市などにホフマン工事と呼ばれたはげ山の復旧地が伝えられている。

## 経歴
- 1875年 - オーストリア支配下のトリエステに誕生。
- 1897年 - ウィーン農科大学を卒業し、オーストリア政府の森林官になる。
- 1904年 - 東京帝国大学農科大学に講師として赴任。
- 1909年 - 勲四等旭日章の授与された後、離日。
- 1917年 - ウィーン農科大学教授に就任。
- 1920年 - イタリア森林省に勤務。
- 1945年 - イタリアにて死去。

## 子孫
子供と孫も林学者となったと伝えられている。